# СВ-шоу
СВ-шоу — телевизионная развлекательная передача, впервые шла на канале «1+1» (Украина), а также на каналах «РТР», «ТВ-6», «СТС» и «Муз-ТВ» (Россия). Выходила в эфир с 4 ноября 1997 по 4 мая 2002 года.
Ведущий — Андрей Данилко в образе Верки Сердючки, соведущая Геля (Радмила Щёголева) (почти не разговаривает).
Смысл передачи — разговор приглашённой «звезды» с ведущим на сцене, стилизированной под спальный вагон. Вначале гостями были исключительно звёзды украинского телевидения и шоу-бизнеса. Потом программа была переименована в «СВ-шоу 2000» и стали приглашать как украинских, так и российских знаменитостей. Мыкола Вересень был гостем в самом первом выпуске СВ-шоу. В числе приглашённых побывали Татьяна Овсиенко, Алексей Глызин, Людмила Гурченко, Олег Скрипка, Любовь Полищук, Михаил Пуговкин, Борис Моисеев, Илья Резник, Валерий Меладзе, Ирина Билык, Тамара Гвердцители, Илья Лагутенко, Таисия Повалий, Александр Розенбаум, Филипп Киркоров и многие другие.